# Hans Vermeer
Prof. Dr. h.c. Hans-Josef Vermeer (24 de septiembre de 1930 - Heidelberg, 4 de febrero de 2010), lingüista y traductólogo alemán.
Ejerció la docencia en las universidades de Maguncia y Heidelberg. Formuló la teoría del escopo.

## Obras
- Untersuchungen zum Bau zentral-süd-asiatischer Sprachen (ein Beitrag zur Sprachbundfrage). Heidelberg, J. Groos, 1969.
- Aufsätze zur Translationstheorie. Heidelberg, 1983.
- (con Katharina Reiss) Grundlegung einer allgemeinen Translationstheorie. Tübingen, Niemeyer, 1984.
- Skizzen zu einer Geschichte der Translation. Frankfurt, 1991.